# Список вулканов Словакии
В Словакии нет действующих вулканов, но на её территории находятся потухшие (вымершие) вулканы, которые были активны миллионы лет назад. Они являются частью Средне-Словацкого вулканического поля (Stredoslovenské sopečné pohorie) и других вулканических областей Карпат.Потухшие вулканы Словакии также являются частью Карпатской вулканической дуги, образованной в неогене (приблизительно 15–8 миллионов лет назад). Они представляют собой уникальные геологические образования с богатой историей магматической активности.
| Название вулкана/массива | Оригинальное название | Максимальная высота (м) | Регион/местоположение | Примечания                                                                   |
| ------------------------ | --------------------- | ----------------------- | --------------------- | ---------------------------------------------------------------------------- |
| Штьявницке-Врхи          | Štiavnické vrchy      | 1009                    | Центральная Словакия  | Крупнейший вулканический массив; город Банска-Штьявница находится в кальдере |
| Кремницке-Врхи           | Kremnické vrchy       | 1257                    | Центральная Словакия  | Рядом с городом Кремница                                                     |
| Погронские Врхи          | Pohronské vrchy       | ~1000                   | Центральная Словакия  | Южное продолжение вулканических гор                                          |
| Поляна                   | Poľana                | 1458                    | Центральная Словакия  | Один из самых высоких потухших вулканов в Центральной Европе                 |
| Церова Врховина          | Cerová vrchovina      | 729                     | Южная Словакия        | Молодые, но неактивные вулканические образования                             |
| Виглашская котловина     | Vígľašská kotlina     | ~700                    | Около города Зволен   | Часть древнего вулканического поля                                           |

## Геология вулканов
Штьявницке-Врхи (Štiavnické vrchy) — крупнейшее вулканическое образование в Словакии, образованное в результате многократных извержений. Здесь преобладают андезиты, дациты и риолиты. Центральную часть массива занимает крупная кальдера, в которой расположен город Банска-Штьявница — один из старейших горнодобывающих центров Европы. Область богата на рудные месторождения, включая золото и серебро.
Кремницке-Врхи (Kremnické vrchy) — вулканический массив, сложенный в основном андезитами и туфами. Является частью Центральнословацкого вулканического поля. Район характеризуется остаточной геотермальной активностью, что проявляется в виде горячих источников и минеральных вод.
Погронские Врхи (Pohronské vrchy) представляют собой вулканическое плато, сложенное лавовыми потоками и вулканокластическими осадками. Рельеф здесь более расчленённый по сравнению с другими вулканическими массивами, что свидетельствует о длительном воздействии эрозии.
Поляна (Poľana) — один из наиболее хорошо сохранившихся стратовулканов в Словакии и самая высокая точка вулканического происхождения в Карпатах (1458 м). Образован преимущественно андезитами и дацитами. Вулкан имел центральный кратер, следы которого сохраняются до настоящего времени. Территория сегодня является охраняемым природным объектом.
Церова Врховина (Cerová vrchovina), сформировавшаяся в более поздний период (6–2 млн лет назад). Этот регион характеризуется базальтовыми и андезитовыми лавами, а также наличием мааров — кратеров, возникших в результате взрывного взаимодействия магмы с грунтовыми водами. Наиболее известными геологическими объектами здесь являются горы Каранч (Karanč) и Рагач (Ragáč).
Виглашская котловина (Vígľašská kotlina), расположенная в районе Зволена, представляет собой вулканотектоническую депрессию, окружённую остатками вулканических массивов. Она включает пирокластические отложения, туфы и лавовые покровы, сформированные в ходе активной фазы извержений.